# Han-sur-Meuse
Han-sur-Meuse település Franciaországban, Meuse megyében. Lakosainak száma 269 fő (2022. január 1.). Han-sur-Meuse Apremont-la-Forêt, Bislée, Kœur-la-Petite, Mécrin, Saint-Mihiel és Sampigny községekkel határos.

## Népesség
A település népességének változása:
| Lakosok száma | 67   | 239  | 276  | 260  | 281  | 283  | 277  | 272  | 269  | 269  |
|               | 1968 | 1982 | 1990 | 2006 | 2013 | 2015 | 2017 | 2019 | 2020 | 2022 |